# Вораталь
Вораталь (нем. Wohratal) — община в Германии, в земле Гессен. Подчиняется административному округу Гиссен. Входит в состав района Марбург-Биденкопф.  Население составляет 2447 человек (на 31 декабря 2010 года). Занимает площадь 30,66 км².